# Ситара (Япония)

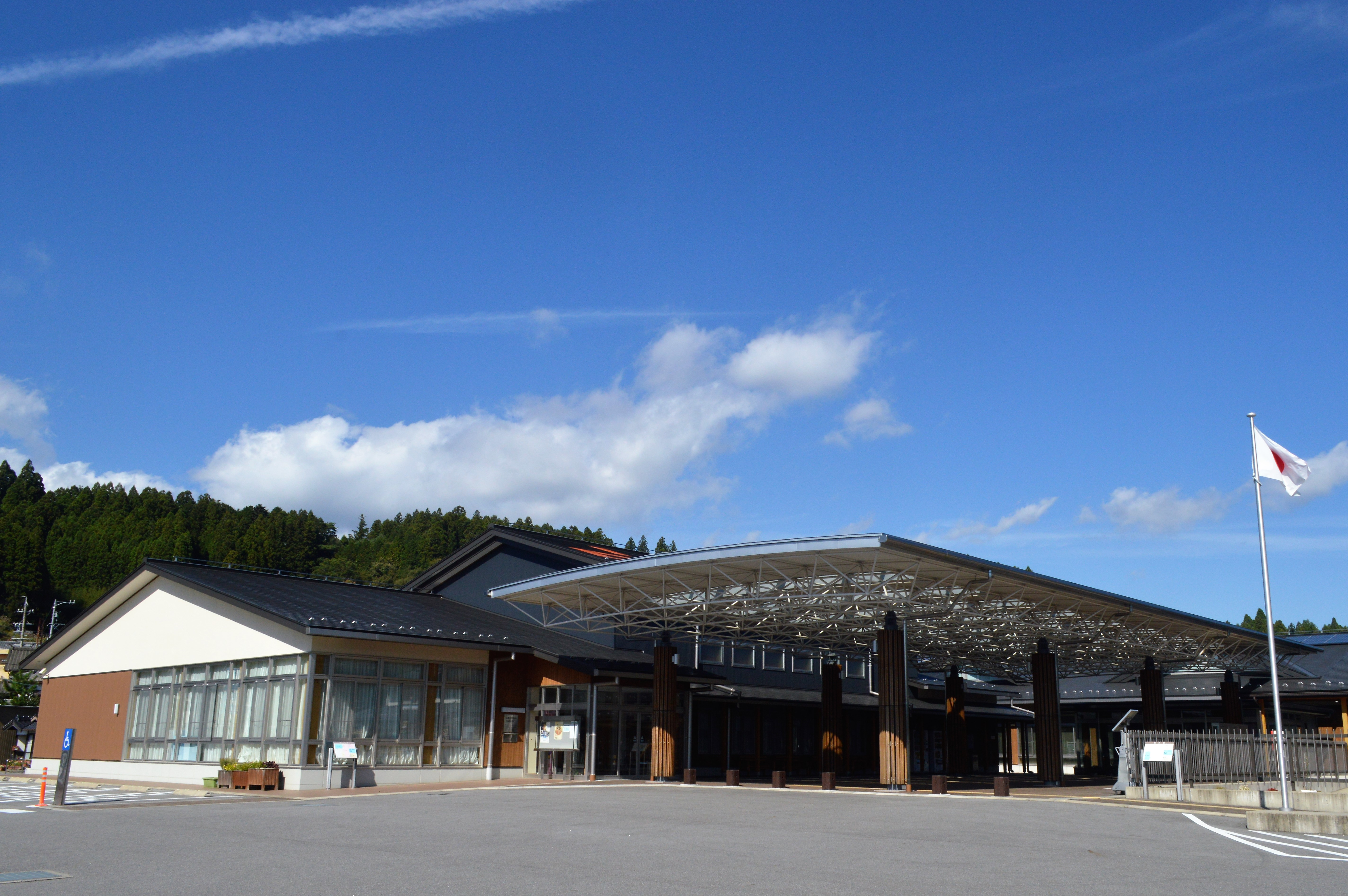
Мэрия посёлка Ситара

Ситара (яп. 設楽町 Ситара-тё:) — посёлок в Японии, находящийся в уезде Китаситара префектуры Айти. Площадь посёлка составляет 273,96 км², население — 5172 человека (1 июня 2014), плотность населения — 18,88 чел./км².

## Географическое положение
Посёлок расположен на острове Хонсю в префектуре Айти региона Тюбу. С ним граничат города Тоёта, Синсиро, посёлок Тоэй и сёла Тоёне, Неба.

## Население
Население посёлка составляет 5172 человека (1 июня 2014), а плотность — 18,88 чел./км². Изменение численности населения с 1980 по 2005 годы:
| 1980 | 9321 чел. |  |
| 1985 | 8724 чел. |  |
| 1990 | 8225 чел. |  |
| 1995 | 7599 чел. |  |
| 2000 | 6959 чел. |  |
| 2005 | 6306 чел. |  |